# Liga Dominicana de Baloncesto 2008
La temporada 2008 de la Liga Dominicana de Baloncesto fue la cuarta temporada de la historia de la competición dominicana de baloncesto.  La temporada regular contó con 76 partidos en general (19 por equipo), esta comenzó el 18 de julio de 2008 y finalizó el 9 de septiembre de 2008. Los Playoffs dieron inicio el 10 de septiembre de 2008 y terminaron el 5 de octubre de 2008. 
Los Constituyentes de San Cristóbal se coronaron campeones nacionales al derrotar en el sexto partido de la serie final a los Reales de La Vega.

## Temporada regular

### Clasificaciones
| Circuito Norte | Circuito Norte                     | Circuito Norte | Circuito Norte | Circuito Norte | Circuito Norte | Circuito Norte | Circuito Norte |
| Pos.           | Equipo                             | PJ             | G              | P              | %              | PD             | Pts            |
| -------------- | ---------------------------------- | -------------- | -------------- | -------------- | -------------- | -------------- | -------------- |
| 1              | Reales de La Vega                  | 19             | 14             | 5              | .737           | -              | 33             |
| 2              | Metros de Santiago                 | 19             | 10             | 9              | .526           | 4              | 29             |
| 3              | Indios de San Francisco de Macorís | 19             | 9              | 10             | .474           | 5              | 28             |
| 4              | Marineros de Puerto Plata          | 19             | 6              | 13             | .316           | 8              | 25             |

| Circuito Sur | Circuito Sur                    | Circuito Sur | Circuito Sur | Circuito Sur | Circuito Sur | Circuito Sur | Circuito Sur |
| Pos.         | Equipo                          | PJ           | G            | P            | %            | PD           | Pts          |
| ------------ | ------------------------------- | ------------ | ------------ | ------------ | ------------ | ------------ | ------------ |
| 1            | Constituyentes de San Cristóbal | 19           | 15           | 4            | .789         | -            | 34           |
| 2            | Cocolos de San Pedro de Macorís | 19           | 8            | 11           | .421         | 7            | 27           |
| 3            | Panteras del Distrito Nacional  | 19           | 7            | 12           | .368         | 8            | 26           |
| 4            | Cañeros de La Romana            | 19           | 7            | 12           | .368         | 8            | 26           |

|  | Clasificados a los Playoffs |

### Resultados
| Semana 1       | Semana 1  | Semana 1       | Semana 1                 | Semana 1    | Semana 1   |
| Local          | Resultado | Visitante      | Lugar                    | Fecha       | Hora       |
| -------------- | --------- | -------------- | ------------------------ | ----------- | ---------- |
| Cocolos        | 95 - 86   | Cañeros        | San Pedro de Macorís     | 18 de julio | 8:00 p.m.  |
| Panteras       | 82 - 91   | Constituyentes | Distrito Nacional        | 18 de julio | 8:00 p.m.  |
| Metros         | 82 - 111  | Reales         | Santiago                 | 18 de julio | 8:00 p.m.  |
| Indios         | 94 - 98   | Marineros      | San Francisco de Macorís | 18 de julio | 8:00 p.m.  |
| Constituyentes | 87 - 88   | Cocolos        | San Cristóbal            | 20 de julio | 12:00 p.m. |
| Reales         | 90 - 87   | Indios         | La Vega                  | 20 de julio | 5:00 p.m.  |
| Marineros      | 104 - 111 | Metros         | Puerto Plata             | 20 de julio | 5:30 p.m.  |
| Cañeros        | 85 - 70   | Panteras       | La Romana                | 20 de julio | 5:00 p.m.  |

| Semana 2       | Semana 2  | Semana 2       | Semana 2                 | Semana 2     | Semana 2   |
| Local          | Resultado | Visitante      | Lugar                    | Fecha        | Hora       |
| -------------- | --------- | -------------- | ------------------------ | ------------ | ---------- |
| Cocolos        | 113 - 112 | Panteras       | San Pedro de Macorís     | 24 de agosto | 8:00 p.m.  |
| Marineros      | 80 - 83   | Reales         | Puerto Plata             | 22 de julio  | 8:00 p.m.  |
| Metros         | 100 - 96  | Indios         | Santiago                 | 22 de julio  | 8:00 p.m.  |
| Constituyentes | 85 - 76   | Cañeros        | San Cristóbal            | 23 de julio  | 8:00 p.m.  |
| Marineros      | 112 - 89  | Indios         | Puerto Plata             | 25 de julio  | 8:00 p.m.  |
| Reales         | 101 - 100 | Metros         | La Vega                  | 25 de julio  | 8:00 p.m.  |
| Cocolos        | 94 - 95   | Constituyentes | San Pedro de Macorís     | 25 de julio  | 8:00 p.m.  |
| Panteras       | 84 - 78   | Cañeros        | Distrito Nacional        | 25 de julio  | 8:00 p.m.  |
| Constituyentes | 96 - 76   | Panteras       | San Cristóbal            | 27 de julio  | 12:00 p.m. |
| Metros         | 97 - 103  | Marineros      | Santiago                 | 27 de julio  | 5:00 p.m.  |
| Indios         | 92 - 94   | Reales         | San Francisco de Macorís | 27 de julio  | 5:00 p.m.  |
| Cañeros        | 99 - 87   | Cocolos        | La Romana                | 27 de julio  | 5:00 p.m.  |

### Estadísticas individuales
| Categoría               | Jugador        | Equipo                             | Estadísticas |
| ----------------------- | -------------- | ---------------------------------- | ------------ |
| Puntos por partido      | Juan Araujo    | Panteras del Distrito Nacional     | 20.7         |
| Rebotes por partido     | Eddie Elisma   | Constituyentes de San Cristóbal    | 10.8         |
| Asistencias por partido | Richard Ortega | Indios de San Francisco de Macorís | 8.4          |
| Robos por partido       | Richard Ortega | Indios de San Francisco de Macorís | 2.7          |
| Tapones por partido     | Eddie Elisma   | Constituyentes de San Cristóbal    | 1.4          |

Fuentes: BasketDominicano.info y Diariodom.com

### Premios
- Jugador Más Valioso:

-  Richard Ortega, Indios de San Francisco de Macorís.

- Mejor Sexto Hombre del Año:

-  Okary Lendenborg, Panteras del Distrito Nacional.

- Novato del Año:

-  Bobby Pandy, Reales de La Vega.

- Jugador de Más Progreso:

-  Oliver González, Marineros de Puerto Plata.

- Dirigente del Año:

-  Melvyn López, Reales de La Vega.

- Equipo Todos Estrellas:[4]

-  Richard Ortega, Indios de San Francisco de Macorís.
-  Henry Lalane, Cocolos de San Pedro de Macorís.
-  Reggie Charles, Cañeros de La Romana.
-  Juan Araujo, Panteras del Distrito Nacional.
-  Eddie Elisma, Constituyentes de San Cristóbal.

## Playoffs
|  | Primera ronda  | Primera ronda                      | Primera ronda                   |                                    |   | Finales de Circuitos | Finales de Circuitos | Finales de Circuitos |  |    | Serie Final       | Serie Final | Serie Final |  |
|  | Mejor de 3     | Mejor de 3                         | Mejor de 3                      |                                    |   | Mejor de 5           | Mejor de 5           | Mejor de 5           |  |    | Mejor de 7        | Mejor de 7  | Mejor de 7  |  |
|  |                |                                    |                                 |                                    |   |                      |                      |                      |  |    |                   |             |             |  |
|  |                |                                    |                                 |                                    |   |                      |                      |                      |  |    |                   |             |             |  |
|  |                |                                    |                                 |                                    |   |                      |                      |                      |  |    |                   |             |             |  |
|  |                |                                    |                                 |                                    |   |                      |                      |                      |  |    |                   |             |             |  |
|  |                |                                    |                                 |                                    |   |                      |                      |                      |  |    |                   |             |             |  |
|  |                | N1                                 | Reales de La Vega               | 3                                  |   |                      |                      |                      |  |    |                   |             |             |  |
|  | Circuito Norte | N1                                 | Reales de La Vega               | 3                                  |   |                      |                      |                      |  |    |                   |             |             |  |
|  |                |                                    | N3                              | Indios de San Francisco de Macorís | 2 |                      |                      |                      |  |    |                   |             |             |  |
|  | N2             | Metros de Santiago                 | N3                              | Indios de San Francisco de Macorís | 2 | 0                    |                      |                      |  |    |                   |             |             |  |
|  | N2             | Metros de Santiago                 |                                 |                                    |   |                      |                      |                      |  |    |                   |             |             |  |
|  | N3             | Indios de San Francisco de Macorís | 2                               |                                    |   |                      |                      |                      |  |    |                   |             |             |  |
|  | N3             | Indios de San Francisco de Macorís | 2                               |                                    |   |                      |                      |                      |  | N1 | Reales de La Vega | 2           |             |  |
|  |                |                                    |                                 |                                    |   |                      |                      |                      |  | N1 | Reales de La Vega | 2           |             |  |
|  |                |                                    | S1                              | Constituyentes de San Cristóbal    | 4 |                      |                      |                      |  |    |                   |             |             |  |
|  |                |                                    | S1                              | Constituyentes de San Cristóbal    | 4 |                      |                      |                      |  |    |                   |             |             |  |
|  |                |                                    |                                 |                                    |   |                      |                      |                      |  |    |                   |             |             |  |
|  |                |                                    |                                 |                                    |   |                      |                      |                      |  |    |                   |             |             |  |
|  |                | S1                                 | Constituyentes de San Cristóbal | 3                                  |   |                      |                      |                      |  |    |                   |             |             |  |
|  | Circuito Sur   | S1                                 | Constituyentes de San Cristóbal | 3                                  |   |                      |                      |                      |  |    |                   |             |             |  |
|  |                |                                    | S3                              | Panteras del Distrito Nacional     | 1 |                      |                      |                      |  |    |                   |             |             |  |
|  | S2             | Cocolos de San Pedro de Macorís    | S3                              | Panteras del Distrito Nacional     | 1 | 0                    |                      |                      |  |    |                   |             |             |  |
|  | S2             | Cocolos de San Pedro de Macorís    |                                 |                                    |   |                      |                      |                      |  |    |                   |             |             |  |
|  | S3             | Panteras del Distrito Nacional     | 2                               |                                    |   |                      |                      |                      |  |    |                   |             |             |  |
|  | S3             | Panteras del Distrito Nacional     | 2                               |                                    |   |                      |                      |                      |  |    |                   |             |             |  |
|  |                |                                    |                                 |                                    |   |                      |                      |                      |  |    |                   |             |             |  |

- N = Circuito Norte
- S = Circuito Sur

### Campeón
| Campeón de la Liga Dominicana de Baloncesto 2008 |
| ------------------------------------------------ |
| Constituyentes de San Cristóbal Primer título    |

| Jugador Más Valioso de la Serie Final         |
| --------------------------------------------- |
| Eddie Elisma, Constituyentes de San Cristóbal |